# Gephyrota candida
Gephyrota candida là một loài nhện trong họ Philodromidae.
Loài này thuộc chi Gephyrota. Gephyrota candida được Eugène Simon miêu tả năm 1895.